# 콘스턴스 윌슨 새뮤얼

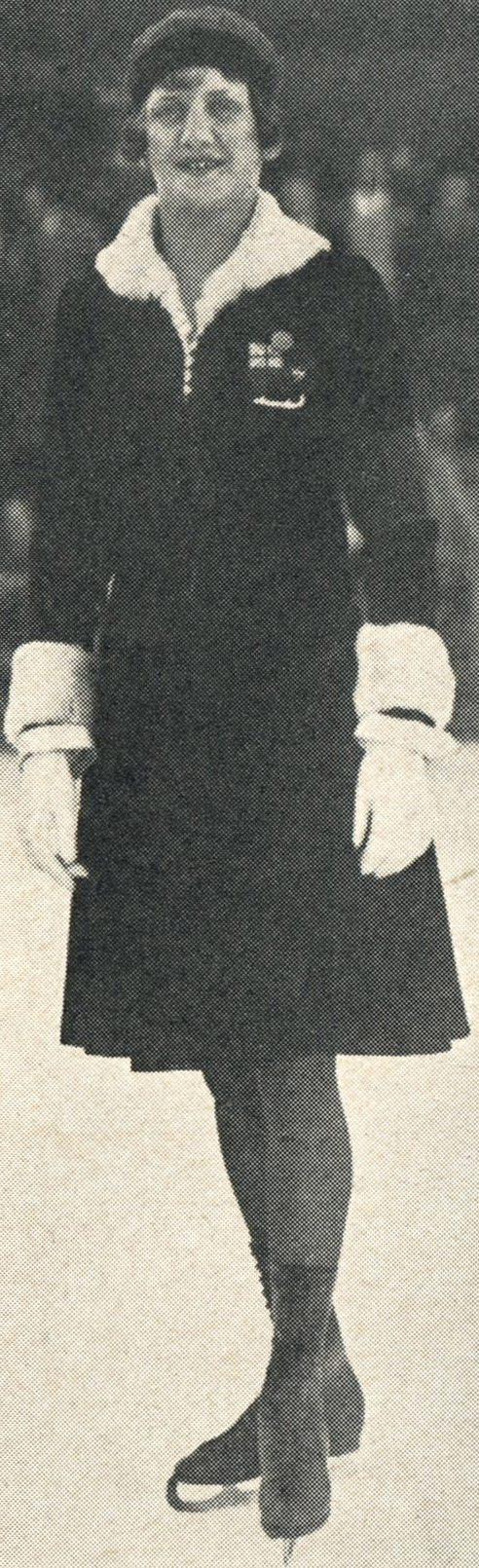

콘스턴스 몽고메리 윌슨 새뮤얼(Constance Montgomery Wilson-Samuel, 1908년 1월 8일~1953년 2월 28일)은 캐나다의 토론토에서 태어난 여성 피겨 스케이팅 선수이었다. 1932년에는 세계 피겨 스케이팅 선수권 대회에서 동메달을 기록한 경력이 있다. 그는 남동생인 몽고메리 윌슨과 페어 경기를 하였다. '몽고메리 윌슨' 외에도 에롤 모르손과 1926년 캐나다 피겨 스케이팅 선수권 대회의 페어 경기에서 호흡을 맞춰 금메달을 기록하였다. 선수 시절일 때 토론토 스케이팅 클럽의 소속이었다.